# تشارلز إي. مودي
تشارلز إي. مودي (بالإنجليزية: Charles E. Moody)‏ هو كاتب أغاني أمريكي، ولد في 1891، وتوفي في 1977.

## وصلات خارجية
- تشارلز إي. مودي على موقع ميوزك برينز (الإنجليزية)